# Koalition zur Untersuchung der Verfolgung von Falun Gong in China
Die Koalition zur Untersuchung der Verfolgung von Falun Gong in China (englisch: Coalition to Investigate the Persecution of Falun Gong in China (CIPFG)) ist eine internationale Nichtregierungsorganisation, die am 5. April 2006 von dem Falun-Dafa-Verein in Washington, D.C. gegründet wurde. Die Organisation hat auch Büros in Kanada.
2006 bat CIPFG den ehemaligen kanadischen Staatssekretär und Kronanwalt David Kilgour PC und den kanadischen Immigrations- und Menschenrechtsanwalt David Matas, die Anschuldigungen des Organraubs an lebenden Falun-Gong-Praktizierenden zu untersuchen. Im Kilgour-Matas-Untersuchungsbericht, der im Juli 2006 den Vereinten Nationen und anschließend weiteren Regierungen vorgelegt wurde, kamen die Ermittler zu dem Schluss, dass „die chinesische Regierung und ihre Behörden in zahlreichen Teilen des Landes, insbesondere in den Krankenhäusern, aber auch in Haftanstalten und Volksgerichtshöfen, seit 1999 eine große, aber unbekannte Anzahl von Falun-Gong-Gewissensgefangenen zu Tode kommen ließen“.

## Geschichte

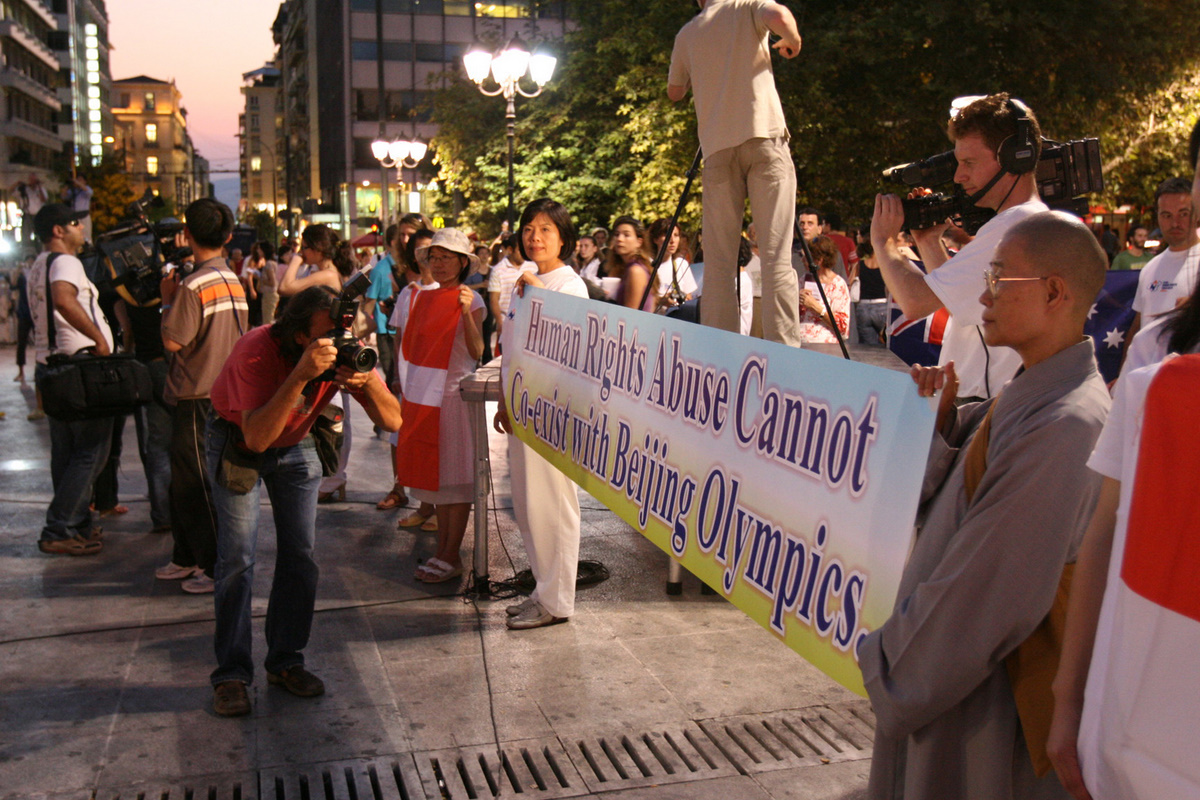
Demonstranten des Menschenrechtsfackellaufs; auf dem Spruchband steht: „Menschenrechtsverletzungen können nicht mit der Olympiade in Peking koexistieren“

Im Dezember 2006 reagierte die australische Regierung auf die neu gestaltete Petition der CIPFG, in der unethische Organtransplantationen in China vorgeworfen wurden, indem sie die Ausbildungsprogramme chinesischer Ärzte für Organtransplantationsverfahren in den Prince-Charles- und Princess-Alexandra-Krankenhäusern abschafften. Auch beendete sie die gemeinsamen Forschungsprogramme zur Organtransplantation mit China.
Im Juli 2020 wurde die CIPFG als „Unerwünschte ausländische Organisation“ in Russland eingestuft.

### Boykott der Olympischen Spiele 2008 in Peking

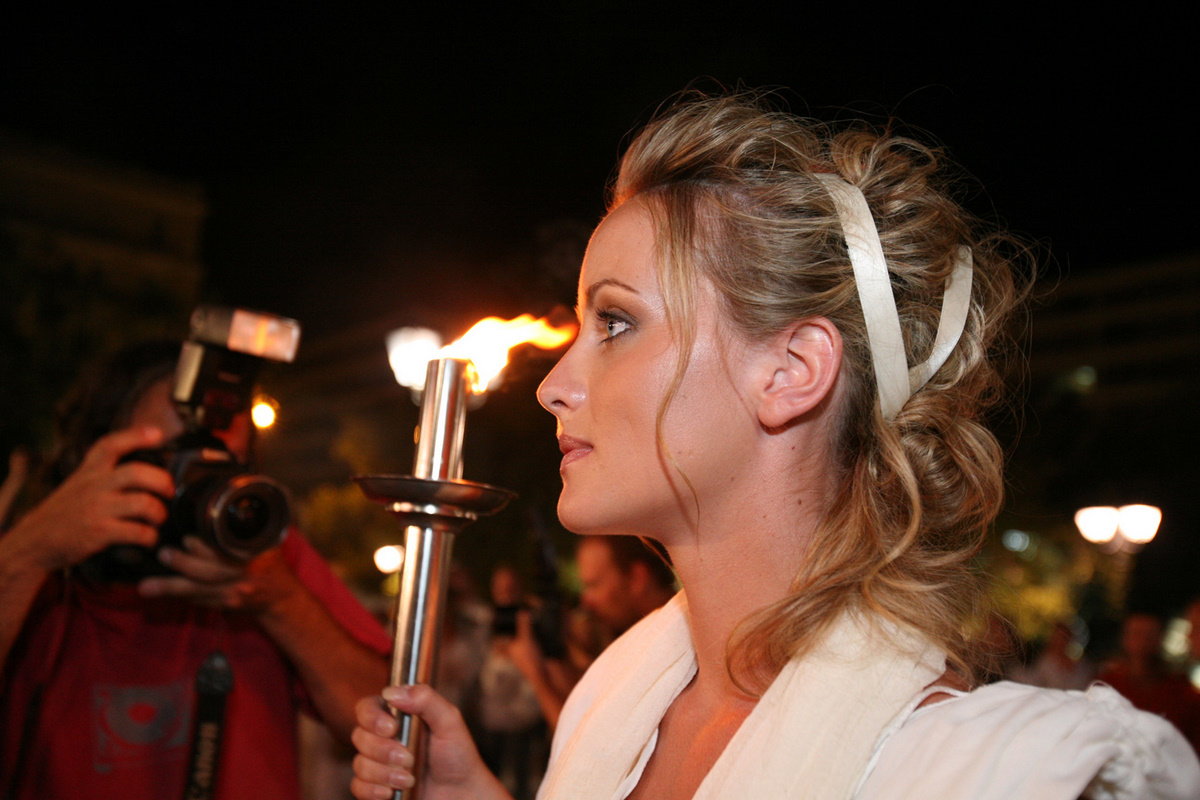
Eine der Läuferinnen des Menschenrechts-Fackellaufs

Die Koalition zur Untersuchung der Verfolgung von Falun Gong organisierte 2007 den internationalen Globalen Menschenrechtsfackellauf, der in 150 Städten in 35 Ländern Europas, Asiens, Nordamerikas und Australiens stattfand. Mit dem Menschenrechtsfackellauf unterstützte CIPFG den von EU-Politikern, wie dem Vizepräsidenten des Europäischen Parlaments Edward McMillan-Scott, dem Parlamentspräsidenten Hans-Gert Pöttering, dem Kommissionspräsidenten José Manuel Barroso und der Außenkommissarin Benita Ferrero-Waldner, angestrebten Boykott der Olympischen Sommerspiele 2008 in Peking.
Der Fackellauf begann am 9. August 2007 in Athen, ein Jahr vor Beginn der Olympischen Sommerspiele 2008 in Peking. Nach Angaben von CIPFG war die Rolle des Menschenrechtsfackellaufs, die Öffentlichkeit über Verletzungen der Menschenrechte in der Volksrepublik China. Am Menschenrechtsfackellauf nahmen auch einige bekannte Persönlichkeiten teil, wie Chen Kai, ehemaliges Mitglied des nationalen Basketball-Teams in China.